# 楊漣
楊 漣（よう れん、隆慶6年7月7日（1572年8月14日） - 天啓5年7月14日（1625年8月16日））は、明代の官僚。移宮の案の主導者。魏忠賢ら閹党の迫害により冤罪死した東林六君子のひとり。字は文孺、号は大洪。本貫は徳安府随州応山県。

## 生涯
小事にこだわらない性格で風変わりな節操を抱いていた。万暦35年（1607年）、進士に及第し、常熟知県に任じられた。廉吏第一に挙げられ、戸科給事中に抜擢され、兵科右給事中に転じた。
万暦48年（1620年）7月、万暦帝が病床につき、食事を取らないこと半月におよんだが、皇太子朱常洛は父帝と面会できていなかった。楊漣は給事中や御史たちとともに大学士方従哲のもとを訪れた。御史の左光斗が安否を訊ねると、方従哲は「帝は病を忌まれており、側近に訊ねても伝えてこないのだ」と答えた。楊漣は「むかし文潞公（文彦博）が宋の仁宗の病状を訊ねたとき、内侍は答えませんでした。潞公は『天子の起居について、おまえたちは宰相に知らせまいとするが、他意がないのであれば、すみやかに中書に下して法のとおりに行え』といいました。潞公は日に3回訪れて、必ずしも面会できず、また必ずしも上意を知ることはできませんでしたが、宮中に廷臣の存在を知らしめ、容体を把握することができました。公はさらに宮中に泊まり込むべきではありませんか」といった。方従哲が「前例のないことだ」と答えると、楊漣は「潞公が宮中に入ったときにも、歴史の前例があったわけではありません。このようなときにもなお前例を問うのですか」と迫った。2日後に方従哲はようやく廷臣たちを率いて宮中に入り病床を見舞った。帝の病状は危篤に陥っていたが、太子はなお宮門の外で躊躇していた。楊漣と左光斗は人を派遣して「帝の病はたいへん重く、太子のお召しがないのは、帝の本意ではありません。宮中に入って病床に侍り、薬膳を進めて看病なさるべきでしょう」と東宮伴読の王安に伝えさせた。
ほどなく万暦帝が崩御し、同年（泰昌元年）8月1日に泰昌帝が即位した。4日後、泰昌帝は病床についた。鄭貴妃が美姫8人を進め、さらに宦官の崔文昇に投与させた利尿剤のために、泰昌帝は一昼夜に三四十回も起きたと都人に噂された。このころ鄭貴妃は乾清宮に住んでおり、泰昌帝の寵愛する李選侍と互いに結んで、鄭貴妃は李選侍を皇后に立てるよう求め、李選侍もまた鄭貴妃を皇太后に立てるよう請願していた。泰昌帝の外戚の王氏と郭氏は鄭氏と李氏の結託の危険性を朝士たちに訴えた。はたして泰昌帝は礼部に赴いて鄭貴妃を皇太后に封じるよう命じた。楊漣と左光斗は朝廷において鄭養性を非難し、鄭貴妃に慈寧宮へ移るよう求めた。楊漣は必要のない薬を用いて皇帝の身体を傷つけたとして崔文昇を弾劾し、嫡母でも生母でもない鄭貴妃を皇太后に立てることに反対した。楊漣の上疏は帝の旨に逆らったと非難され、方従哲は楊漣を処罰するよう勧めた。楊漣は「死ねというなら死ぬのみだ。漣は何の罪なのか」と抗議した。泰昌帝は楊漣に会うと、外廷は流言を信じてはいけないと語り、崔文昇を追放し、鄭貴妃を皇太后に封じる命令を撤回した。
9月1日、泰昌帝が崩御した。周嘉謨・張問達・李汝華ら大臣たちは皇長子朱由校に嫡母と生母がいないことを心配して、李選侍に預けようと相談していた。楊漣は李選侍が幼主を託すに足る人物ではないとしてこれに反対し、群臣たちで朱由校を擁して乾清宮から出し、慈慶宮に仮住まいさせようと主張した。大学士の方従哲・劉一燝・韓爌がやってくると、楊漣は大臣たちとともに乾清宮に赴いた。宦官たちは棒を持って入れまいとした。楊漣が「奴めが、皇帝が我らを召したのだ。おまえたちが聞き入れまいとするのは、何の企みあってか」と罵倒すると、宦官たちは退き、大臣たちは乾清宮に入った。大臣たちが万歳を叫び、車駕を奉じて文華殿にいたると、群臣の歓呼を受けた。車駕が中宮にいたると、宦官たちが寝閣から出てきて、「幼主を拉致してどこに行くのですか。主は年少にして人を恐れます」と叫び、朱由校を奪還しようとした。楊漣はこれを阻み、「殿下は群臣の主であり、四海九州に臣子でないものはない。また何人を恐れようか」と叱責した。朱由校を擁して慈慶宮に入った。劉一燝は李選侍を乾清宮から出してから、乾清宮に帰るよう奏上した。群臣のあいだで新帝即位の時期をめぐって議論が定まらなかった。楊漣は帝の殯が済まないうちに新帝が袞冕をつけて朝廷に臨むのは非礼であると主張して、6日の即位で議論をまとめた。太僕少卿の徐養量と御史の左光斗がやってくると、楊漣が大事を誤ったと責め、その顔に唾を吐いた。
9月2日、周嘉謨と左光斗が李選侍の移宮をおのおの上疏して請願した。9月4日、諭旨を得た。李選侍は李進忠（後に魏忠賢と改名）の策を聞き入れ、朱由校と同居しようと図っていたが、左光斗の上疏の中に「武氏」の語があるのを発見して、左光斗に譴責を加え、朱由校を召し出そうとした。楊漣は宮中の宦官と麟趾門で遭遇し、その宦官が朱由校を呼び出す書状を所持しているのを見つけた。楊漣はこれを叱りつけた。9月5日、楊漣は大臣たちと慈慶宮の門外に集合した。方従哲は李選侍の移宮の時期を遅らせようと主張したが、楊漣が即日の移宮を強硬に唱え、周嘉謨と劉一燝が賛同したため、この日のうちに李選侍を乾清宮から出し、仁寿殿に移した。
9月6日、天啓帝が即位した。ほどなく楊漣は兵科都給事中に転じた。御史の馮三元らが熊廷弼を弾劾すると、楊漣はひとり中立を保った。ほどなく楊漣は兵部尚書の黄嘉善の八大罪を弾劾し、黄嘉善は罷免されて官を去った。御史の賈継春が李選侍の移宮の経緯を批判する上書をおこなった。楊漣は「敬述移宮始末疏」を上書して反論した。賈継春と閹党たちは楊漣を憎んで、王安と結んで楊漣を誹謗した。12月、楊漣は反論の文章を提出して官を去り、城外に出て命を待った。天啓帝はかれの帰郷を許した。
天啓元年（1621年）、楊漣と賈継春が前後して朝廷を去ると、移宮の案は終息した。天啓2年（1622年）、楊漣は礼科都給事中に起用され、まもなく太常寺少卿に抜擢された。天啓3年（1623年）閏10月、左僉都御史に任命。天啓4年（1624年）2月、左副都御史に進んだ。このころ魏忠賢が宮中で勢力を伸ばし、朝政に干渉していた。楊漣は趙南星・左光斗・魏大中らとともにこれを激しく批判する議論を起こした。魏忠賢らは汪文言の獄を起こして、自分たちに反発する士大夫層への弾圧を開始した。同年6月、楊漣は上疏して魏忠賢を弾劾し、その二十四大罪を列挙した。魏忠賢はその仲間の王体乾と客氏の力で地位を保持し、魏広微に命じて楊漣を批判させた。楊漣は再び弾劾しようとしたが、魏忠賢をこれを察知して3日のあいだ天啓帝を朝廷に出させなかった。帝がようやく朝廷に出てくると、宦官数百人を武装させて、左班官に命じて上奏を阻止させたので、楊漣は弾劾を取りやめた。10月、吏部尚書の趙南星が追放されると、朝廷は後任の推挙を求めたが、楊漣は人事登録簿を出さなかった。魏忠賢は天啓帝の旨と偽って楊漣の大不敬を責め、吏部侍郎の陳于廷と僉都御史の左光斗とともに官籍から削らせた。
天啓5年（1625年）、楊漣と左光斗は閹党の大理寺丞徐大化により汪文言の仲間として弾劾された。錦衣衛の許顕純は楊漣が熊廷弼から賄賂を受け取ったとの汪文言の証言をでっち上げた。楊漣は不正に財産2万を蓄えた罪を着せられ逮捕された。士民数万人が楊漣の生還を求めて村市を行進した。楊漣は許顕純による苛酷な拷問を受け、その身体にはまともな皮膚が残らないほどであった。7月庚申、楊漣は夜間に死去した。享年は54。崇禎元年（1628年）、太子太保・兵部尚書の位を追贈された。諡は忠烈といった。『文集』3巻があった。
子に楊之易があり、順治年間に松江府同知となったが、提督呉勝兆の反乱のため殺害された。